# حاجی‌آباد (کلات)
حاجی‌آباد، روستایی در دهستان هزارمسجد بخش مرکزی شهرستان کلات استان خراسان رضوی ایران است.

## جمعیت
بر پایه سرشماری عمومی نفوس و مسکن در سال ۱۳۹۵ جمعیت این روستا ۲۳۶ نفر (در ۷۰ خانوار) بوده‌است.